# Нижние Березники
Нижние Березники — деревня в составе сельского поселения Грива Койгородского района республики Коми. Численность населения деревни на 2023 год — 0 человек.

## Географическое положение
Деревня расположена примерно в 3 километрах на юго-запад от центра сельсовета села Грива и примерно в 12 километрах на северо-запад от районного центра села Койгородок.

## Климат
Климат умеренно-континентальный с наименее суровыми условиями. Лето короткое, средняя продолжительность безморозного периода 102 дня, зима длинная, холодная, с устойчивым снежным покровом. Средняя годовая температура воздуха составляет 1 ºС. Среднемноголетнее количество годовых осадков 622 мм.

## Население
| 2010 |
| ---- |
| 0    |

В 2002 году не было учтено постоянных жителей.